# Sprenghandgranate DM21

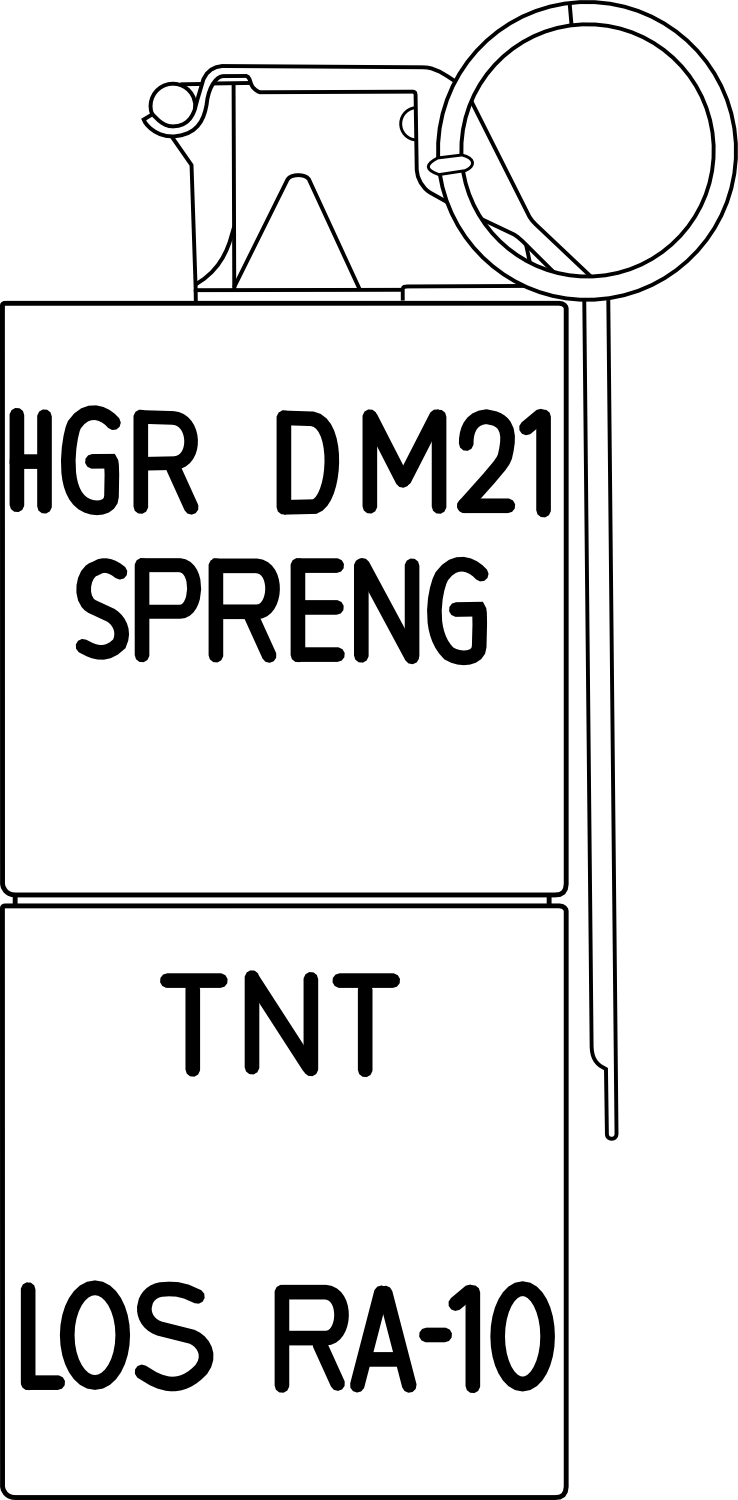
Deutsche Sprenghandgranate DM21

Die Sprenghandgranate DM21 war eine in der deutschen Bundeswehr verwendete Handgranate, wobei DM für Deutsches Modell steht. Sie ist ein Nachbau der amerikanischen MK 3 A 2 und wurde Ende der 1950er-Jahre eingeführt. Die Lizenzproduktion erfolgte bei der norwegischen Firma Raufoss ANA (LOS RA). Sie wurde nicht wurffertig, sondern vom Zünder getrennt geliefert. Vor dem Wurf musste der Zünder DM42 Serie eingeschraubt werden. Die Handgranate hat eine Verzögerung von 4,5 ±0,5 Sekunden und wirkt durch Explosionswirkung. Durch die Einführung der neuen Standardhandgranate DM51 im Jahre 1974/75 wurde die DM21 abgelöst und spielte nur noch eine untergeordnete Rolle.

## Daten
| Gewicht Sprenghandgranate     | 354 g            |
| Gewicht Sprengladung          | ca. 200 g        |
| Sprengstoff                   | TNT              |
| Länge ohne Zünder             | 115 mm           |
| Durchmesser Sprenghandgranate | 54 mm            |
| Farbanstrich/Beschriftung     | keiner/gelb      |
| Zünder                        | DM42 oder DM42B1 |

### Aufbau und Funktion

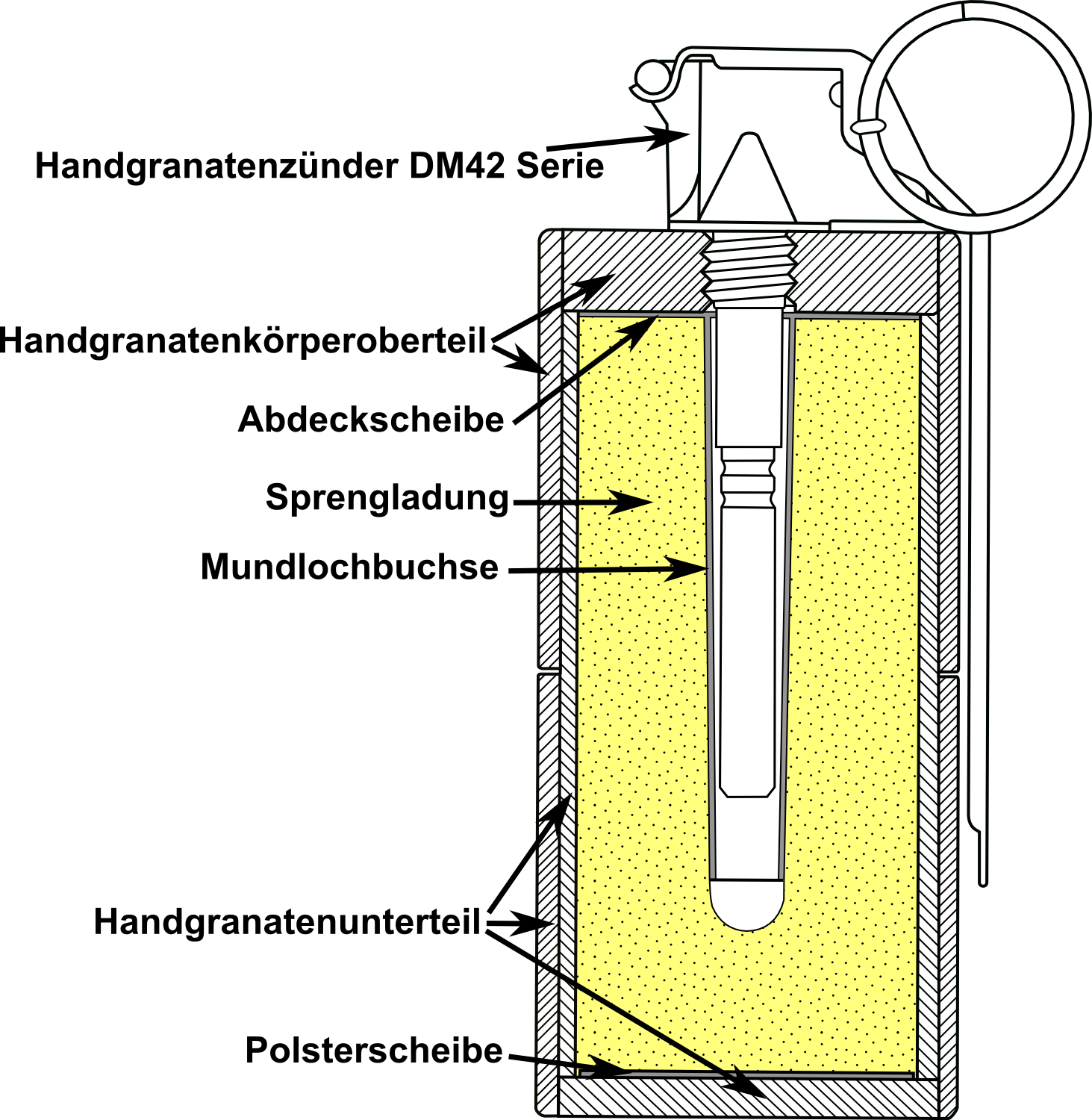
Deutsche Sprenghandgranate DM21

Der Handgranatenkörper besteht aus dem Ober- und Unterteil. Beide bestehen aus asphaltierter Pappe und sind zylindrisch aufgebaut. Im Deckel des Oberteils ist ein Gewinde zum Einschrauben des Zünders eingebracht. Nach dem Einsetzen der Sprengladung werden die beiden Teile fest miteinander verklebt. Die Sprengladung besteht aus einem etwa 200 g schweren TNT-Pressling. Auf das Gewinde ist eine Abdeckscheibe aus Papier zum Schutz vor Feuchtigkeit und Fremdkörpern aufgeklebt. Die verwendeten Zünder DM42 und DM42B1 sind Nachbauten des amerikanischen Zünders M 206 A 2 und weisen geringfügige Unterschiede auf. Vor dem Wurf muss die Abdeckscheibe abgezogen und der Zünder in das Gewinde im Oberteil eingeschraubt werden.

### Verpackung
50 Handgranaten in einer Packkiste DM305

200 Handgranaten DM42 Serie in einer Packkiste DM306

## Bilddarstellung

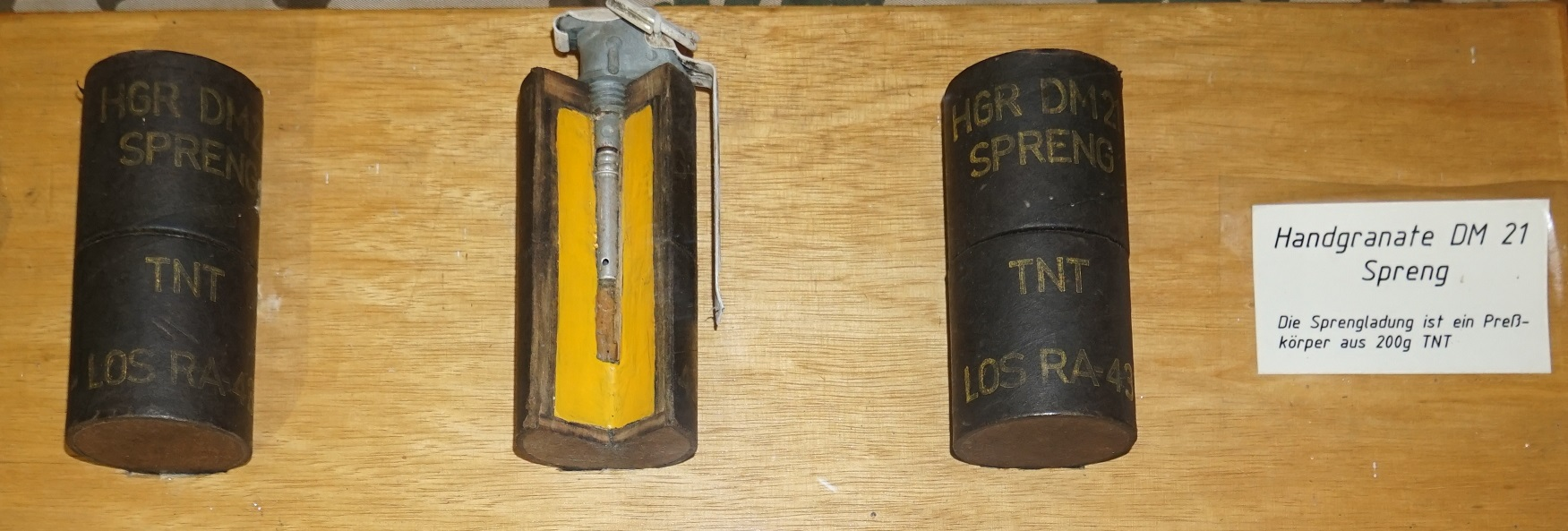
Modelle der Sprenghandgranate DM21
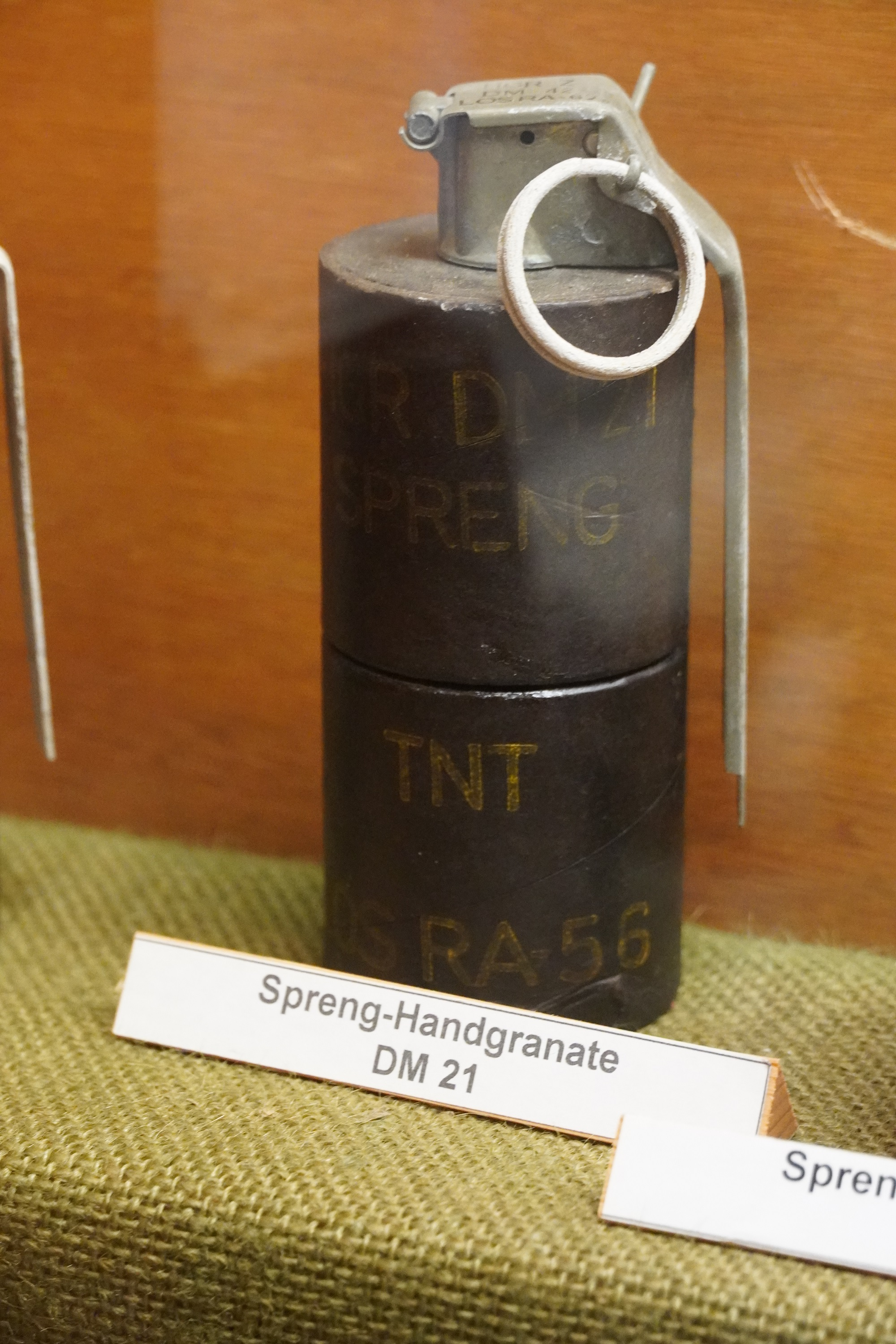
Sprenghandgranate DM21